# Nati nel 1925/Agosto
| Questa pagina contiene informazioni ricavate automaticamente dalle voci biografiche con l'ausilio del template Bio e di un bot. L'aggiornamento è periodico e automatico e ricostruisce completamente la pagina. Se manca una persona in questa lista, sei pregato di non aggiungerla, ma accertati piuttosto che la sua voce biografica contenga il template Bio e che i dati anagrafici siano correttamente compilati. Se il template Bio manca, inseriscilo tu stesso o, in alternativa, metti l'avviso {{tmp\|Bio}} che ne segnala la mancanza. Se i dati riportati sono sbagliati, correggi direttamente la voce biografica; le modifiche saranno visibili in questa lista entro pochi giorni. Per chiarimenti vedi il progetto biografie. La lista contiene solo le 180 persone che sono citate nell'enciclopedia e per le quali è stato implementato correttamente il template Bio. Pagina aggiornata al 18 ago 2025. |

- 1º agosto - Michele Catalano, ex calciatore italiano
- 1º agosto - Renata Fronzi, attrice brasiliana († 2008)
- 1º agosto - Pam Gems, drammaturga britannica († 2011)
- 1º agosto - Mario Giacomelli, tipografo, fotografo e pittore italiano († 2000)
- 1º agosto - Massimo Gizzio, partigiano italiano († 1944)
- 1º agosto - Angela Goodwin, attrice italiana († 2016)
- 1º agosto - Ernst Jandl, poeta, scrittore e traduttore austriaco († 2000)
- 1º agosto - Medea Jugeli, ginnasta sovietica († 2016)
- 1º agosto - Sebastiano Ledda, militare italiano
- 1º agosto - Mario Martelli, filologo e critico letterario italiano († 2007)
- 1º agosto - Gastone Novelli, pittore e docente italiano († 1968)
- 2 agosto - John Dexter, regista britannico († 1990)
- 2 agosto - Maria Gabriella di Lussemburgo, principessa lussemburghese († 2023)
- 2 agosto - Horst Scherbaum, allenatore di calcio e calciatore tedesco orientale († 1996)
- 2 agosto - Jorge Rafael Videla, generale e politico argentino († 2013)
- 2 agosto - Giulio Viezzoli, imprenditore italiano († 2014)
- 3 agosto - Angelo Carvalho, calciatore portoghese († 2008)
- 3 agosto - Robert Howe, tennista australiano († 2004)
- 3 agosto - Marv Levy, allenatore di football americano statunitense
- 3 agosto - Mario Pirani, giornalista, economista e scrittore italiano († 2015)
- 3 agosto - Carlo Pucci, matematico italiano († 2003)
- 3 agosto - Alain Touraine, sociologo francese († 2023)
- 4 agosto - Sergej Jakovlev, attore sovietico († 1996)
- 4 agosto - Richard Frank Krummel, germanista statunitense († 2017)
- 4 agosto - Karel Leysen, ciclista su strada belga († 2007)
- 4 agosto - Davide Lopez, psicoanalista e aforista italiano († 2010)
- 4 agosto - Celso Macor, scrittore, poeta e saggista italiano († 1998)
- 4 agosto - Manol Manolov, allenatore di calcio e calciatore bulgaro († 2008)
- 4 agosto - Ladislav Novák, poeta e pittore ceco († 1999)
- 4 agosto - Renato Olivieri, scrittore e giornalista italiano († 2013)
- 5 agosto - Silvio Galizia, architetto svizzero († 1989)
- 5 agosto - Gabriella Santoro, cestista italiana
- 5 agosto - Claude Tresmontant, filosofo e teologo francese († 1997)
- 6 agosto - Emma Almanza, cestista messicana († 2022)
- 6 agosto - Eddie Baily, calciatore inglese († 2010)
- 6 agosto - Barbara Bates, attrice statunitense († 1969)
- 6 agosto - Niels Bennike, calciatore danese († 2016)
- 6 agosto - Filippo Càssola, storico e epigrafista italiano († 2006)
- 6 agosto - Pancrazio De Pasquale, politico italiano († 1992)
- 6 agosto - Matías González, calciatore uruguaiano († 1984)
- 6 agosto - Leno LaBianca, dirigente d'azienda statunitense († 1969)
- 6 agosto - Lore Terracini, critica letteraria e ispanista italiana († 1995)
- 6 agosto - Lilyan Chauvin, attrice, regista e produttrice cinematografica statunitense († 2008)
- 7 agosto - Anton Bodem, presbitero e teologo ceco († 2007)
- 7 agosto - Anthony Gaggi, mafioso statunitense († 1988)
- 7 agosto - Frederick Gehring, matematico statunitense († 2012)
- 7 agosto - Al Guokas, cestista statunitense († 1990)
- 7 agosto - Armand Gaétan Razafindratandra, cardinale e arcivescovo cattolico malgascio († 2010)
- 8 agosto - Ernst Badian, storico austriaco († 2011)
- 8 agosto - Alvaro Cerasani, ex pugile italiano
- 8 agosto - Alija Izetbegović, attivista, avvocato e filosofo bosniaco († 2003)
- 8 agosto - Ferdinando Orlandi, attore italiano († 1991)
- 8 agosto - Mario Russo, pittore italiano († 2000)
- 8 agosto - Ginny Tyler, doppiatrice statunitense († 2012)
- 8 agosto - Arnaldo Verri, giornalista italiano († 2013)
- 8 agosto - Anselmo Zurlo, medico e politico italiano († 2015)
- 9 agosto - Maria Sole Agnelli, dirigente sportiva e politica italiana
- 9 agosto - Guido Cappelloni, politico italiano († 2012)
- 9 agosto - Mario Giannini, sindacalista e politico italiano († 2000)
- 9 agosto - David A. Huffman, informatico statunitense († 1999)
- 9 agosto - Olavi Rokka, pentatleta finlandese († 2011)
- 9 agosto - Wesley C. Salmon, filosofo statunitense († 2001)
- 9 agosto - Gene Stump, cestista statunitense († 2014)
- 9 agosto - Len Sutton, pilota automobilistico statunitense († 2006)
- 10 agosto - Stanislav Brebera, chimico cecoslovacco († 2012)
- 10 agosto - Alì Nannipieri, politico italiano († 2007)
- 10 agosto - Franco Nonnis, pittore e scenografo italiano († 1991)
- 10 agosto - Silvano Sarti, partigiano e sindacalista italiano († 2019)
- 10 agosto - Isabella Verney, modella italiana († 2023)
- 11 agosto - Michael Argyle, psicologo inglese († 2002)
- 11 agosto - Camilo Dagum, statistico argentino († 2005)
- 11 agosto - Arlene Dahl, attrice e modella statunitense († 2021)
- 11 agosto - Mike Douglas, cantante e attore statunitense († 2006)
- 11 agosto - Orazio Gnerre, linguista, traduttore e saggista italiano († 2022)
- 11 agosto - José Llanusa, cestista cubano († 2007)
- 11 agosto - Vittorio Olcese, politico italiano († 1999)
- 11 agosto - John Pilch, cestista statunitense († 1991)
- 12 agosto - Leopold Barschandt, calciatore austriaco († 2000)
- 12 agosto - Dale Bumpers, politico e avvocato statunitense († 2016)
- 12 agosto - Guillermo Cano Isaza, giornalista colombiano († 1986)
- 12 agosto - Donald Justice, poeta e librettista statunitense († 2004)
- 12 agosto - Lucien Konter, calciatore lussemburghese († 1990)
- 12 agosto - Iginio Marianelli, politico italiano († 2003)
- 12 agosto - Ross McWhirter, scrittore, attivista e conduttore televisivo inglese († 1975)
- 12 agosto - Thor Vilhjálmsson, scrittore islandese († 2011)
- 12 agosto - George Wetherill, fisico statunitense († 2006)
- 13 agosto - Agustín Cotorruelo, economista, politico e dirigente sportivo spagnolo († 1989)
- 13 agosto - José Sazatornil, attore, regista e scenografo spagnolo († 2015)
- 13 agosto - Meir Shamgar, giurista, magistrato e militare israeliano († 2019)
- 13 agosto - Lauri Vilkko, pentatleta finlandese († 2017)
- 13 agosto - Milan Stanislav Ďurica, storico, teologo e traduttore slovacco († 2024)
- 14 agosto - Peter Demos, cestista greco († 2011)
- 15 agosto - Enrico Baldini, agronomo italiano († 2023)
- 15 agosto - Aldo Ciccolini, pianista italiano († 2015)
- 15 agosto - Mike Connors, attore statunitense († 2017)
- 15 agosto - Gerald D. Hines, imprenditore e filantropo statunitense († 2020)
- 15 agosto - Robert Massard, baritono francese
- 15 agosto - George Morrow, contrabbassista statunitense († 1992)
- 15 agosto - Oscar Peterson, pianista canadese († 2007)
- 15 agosto - Serafino Stefani, bobbista italiano († 2022)
- 16 agosto - Umberto Dall'Olmo, astrofisico italiano († 1980)
- 16 agosto - John Mark, velocista britannico († 1991)
- 16 agosto - Raúl Pérez Varela, cestista argentino
- 16 agosto - Mario Torti, calciatore italiano († 2006)
- 16 agosto - Mal Waldron, pianista e compositore statunitense († 2002)
- 17 agosto - John Hawkes, scrittore statunitense († 1998)
- 17 agosto - Enrique Parra, cestista cileno († 2003)
- 17 agosto - Jack Underman, cestista statunitense († 1969)
- 17 agosto - Angio Zane, regista italiano († 2010)
- 18 agosto - Brian Aldiss, scrittore britannico († 2017)
- 18 agosto - Amedeo Banci, hockeista su prato e calciatore italiano († 2013)
- 18 agosto - Mario Porta, ammiraglio italiano († 2018)
- 18 agosto - Milenko Skoknic, cestista cileno († 2020)
- 18 agosto - Luciano Tavilla, partigiano italiano († 1945)
- 18 agosto - Pegeen Vail Guggenheim, pittrice statunitense († 1967)
- 18 agosto - Frank Willett, storico dell'arte, archeologo e africanista britannico († 2006)
- 18 agosto - Ledio Zanetti, calciatore svizzero († 1985)
- 19 agosto - Michiaki Watanabe, compositore e musicista giapponese († 2022)
- 20 agosto - Cesare Amici, politico italiano († 2003)
- 20 agosto - Henning Larsen, architetto danese († 2013)
- 21 agosto - Enrico Bagnoli, fumettista e illustratore italiano († 2012)
- 21 agosto - Toma Caragiu, attore rumeno († 1977)
- 21 agosto - Francesco Andrea Gallo, politico italiano († 2020)
- 21 agosto - Marina Jarre, scrittrice e drammaturga italiana († 2016)
- 21 agosto - Frank Mangiapane, cestista statunitense († 2005)
- 21 agosto - Salvator Angelo Spano, politico, giornalista e scrittore italiano († 2004)
- 21 agosto - Cesare Trebeschi, politico, avvocato e saggista italiano († 2020)
- 22 agosto - Honor Blackman, attrice britannica († 2020)
- 22 agosto - Vincenzo Franciosi, ingegnere italiano († 1989)
- 22 agosto - Ernst Hofbauer, regista cinematografico e sceneggiatore austriaco († 1984)
- 22 agosto - Alberto Ongaro, giornalista, scrittore e fumettista italiano († 2018)
- 22 agosto - Åge Spydevold, calciatore norvegese († 1982)
- 23 agosto - Lubomír Dobrý, allenatore di pallacanestro cecoslovacco († 2019)
- 23 agosto - Franca Maresa, attrice italiana († 2018)
- 23 agosto - Robert Mulligan, regista statunitense († 2008)
- 23 agosto - Silvano Tranquilli, attore e doppiatore italiano († 1997)
- 24 agosto - Shirley Hufstedler, politica statunitense († 2016)
- 24 agosto - Nino Nipote, cantante italiano († 1997)
- 25 agosto - John Briley, sceneggiatore statunitense († 2019)
- 25 agosto - Stepas Butautas, cestista e allenatore di pallacanestro sovietico († 2001)
- 25 agosto - Don Eagle, wrestler e pugile canadese († 1966)
- 25 agosto - Bob Hahn, cestista statunitense († 2009)
- 25 agosto - Giacomo Rossi Stuart, attore italiano († 1994)
- 25 agosto - Hasan di Tiro, attivista e politico indonesiano († 2010)
- 26 agosto - Bobby Ball, pilota automobilistico statunitense († 1954)
- 26 agosto - Tommaso Morlino, giurista e politico italiano († 1983)
- 26 agosto - Alain Peyrefitte, politico, diplomatico e scrittore francese († 1999)
- 26 agosto - Sangharakshita, monaco buddista britannico († 2018)
- 26 agosto - Pëtr Todorovskij, regista, sceneggiatore e direttore della fotografia russo († 2013)
- 27 agosto - Darry Cowl, attore e musicista francese († 2006)
- 27 agosto - Costantino De Andreis, calciatore italiano († 2004)
- 27 agosto - David Elazar, generale jugoslavo († 1976)
- 27 agosto - Alberto Escoto, cestista cubano
- 27 agosto - Hélio Marques Pereira, cestista brasiliano († 1971)
- 27 agosto - Bruno Lichene, partigiano italiano († 1945)
- 27 agosto - Nat Lofthouse, calciatore e allenatore di calcio britannico († 2011)
- 27 agosto - Francisco Lombardo, calciatore argentino († 2012)
- 27 agosto - Andrea Cordero Lanza di Montezemolo, cardinale e arcivescovo cattolico italiano († 2017)
- 27 agosto - Leopoldo Pirelli, imprenditore italiano († 2007)
- 28 agosto - Jakov L'vovič Bazeljan, regista sovietico († 1990)
- 28 agosto - Reha Eken, calciatore, allenatore di calcio e dirigente sportivo turco († 2013)
- 28 agosto - Livio Maritano, vescovo cattolico italiano († 2014)
- 28 agosto - Donald O'Connor, attore, ballerino e cantante statunitense († 2003)
- 28 agosto - José Parra Martínez, calciatore spagnolo († 2016)
- 28 agosto - Arkadij e Boris Strugackij, scrittore sovietico († 1991)
- 28 agosto - Jurij Valentinovič Trifonov, scrittore russo († 1981)
- 29 agosto - Dick Cusack, attore e regista statunitense († 2003)
- 29 agosto - Hans Hellbrand, nuotatore e pallanuotista svedese († 2013)
- 29 agosto - Herbert Martin, calciatore tedesco († 2016)
- 29 agosto - Yvonne Sanson, attrice greca († 2003)
- 31 agosto - Piero De Palma, tenore italiano († 2013)
- 31 agosto - Ernest Henry Nickel, mineralogista canadese († 2009)
- 31 agosto - Giorgio Pasquali, politico e ingegnere italiano († 2012)
- 31 agosto - Maurice Pialat, regista e attore francese († 2003)
- 31 agosto - Katyna Ranieri, cantante e attrice italiana († 2018)
- 31 agosto - Elwin Schlebrowski, calciatore tedesco († 2000)
- 31 agosto - Riccardo Schweizer, pittore, scultore e fotografo italiano († 2004)
- 31 agosto - Guido Sereni, scrittore e poeta italiano († 2010)
- 31 agosto - Paolo Tringali, politico e sindacalista italiano († 2022)
- 31 agosto - Mario Valiante, politico italiano († 2018)